# La Peraleja
La Peraleja ist eine Gemeinde in der spanischen Provinz Cuenca der Autonomen Region Kastilien-La Mancha.

## Demographie
| 1991 | 1996 | 2001 | 2004 |
| ---- | ---- | ---- | ---- |
| 195  | 161  | 154  | 139  |